# ファビオ・リオーネ
ファビオ・リオーネ（Fabio Lione, 1973年10月9日生まれ）は、メタルジャンルの数多くのバンドでの活動経験を持つ、イタリア人のシンガー兼作詞家。本名はFabio Tordiglione。イタリアのパワーメタルバンドRhapsody of Fireに21年間所属していたことで知られている。Rhapsody of Fireの元ギタリストであるLuca TurilliとTurilli / Lione Rhapsodyを結成した。Angraの現在のリードボーカリストでもあり、LabyrinthやVision Divineの結成時のシンガーであった。
Turilli / Lione Rhapsodyのバンドは2018年12月末、トゥリリとリオーネはバンド唯一のスタジオ・アルバム『ゼロ・グラビティ（再生と進化）』をレコーディングするためにスタジオ入りし、2019年7月5日にリリースされた。2023年1月と2月に最後のツアーとして行われたラテンアメリカ・ツアーの終了後、バンドは「キャリアの章を永久に閉じる」と事前に発表し、解散した。

## 音楽のキャリア
ピサに生まれ、17歳のときにキャリアを開始した。

## ディスコグラフィー
- Rhapsody of Fire
- Angra